# آنیکا والتر
آنیکا والتر (آلمانی: Annika Walter؛ زادهٔ ۵ فوریهٔ ۱۹۷۵) شیرجه‌رو اهل آلمان است.